# Gilligan's Island
Gilligan's Island är en amerikansk komediserie som gick i tre säsonger mellan åren 1964 och 1967. Det gjordes totalt 98 avsnitt av serien.

## Handling
Gilligan är kapten på båten SS Minnow, och tillsammans med sin vän Jonas "The Skipper" Grumby och fem passagerare ska han ge sig ut på en tretimmarskryssning. När de kommit ut till havs så blåser det upp till storm och de hamnar på en öde ö. 
Båten har fått så stora skador att den inte går att laga, så de sju personerna kan inte ta sig ifrån ön. De bygger hyddor och skapar ett eget samhälle på ön, och de får uppleva många äventyr tillsammans. 
Deras enda förbindelse med omvärlden är en radio. 

## Om serien
Serien blev snabbt väldigt populär i USA, och dess popularitet fortsätter växa än idag tack vare att den fortfarande visas i repris och att den i USA finns tillgänglig på DVD. Den första säsongen är inspelad i svartvitt och säsong 2-3 är inspelade i färg. Serien har aldrig visats i Sverige.
Seriens ursprungliga titel var Lost on Gilligan's Island, och från början var det tänkt att det skulle bli en äventyrsserie. Man spelade in ett avsnitt och presenterade det för cheferna på TV-bolaget som skulle sponsra och producera serien, men de tyckte att avsnittet var alldeles för otäckt för att visas i TV. Efter en omfattande omarbetning av manus, från äventyr till komedi, godkändes slutligen serien. Resultatet blev en komediserie för hela familjen med titeln Gilligan's Island. 
Serien spelades in på ön Oahu i Hawaii, där även Lost spelades in.
År 1967 lades Gilligan's Island ned, efter tre säsonger. Både TV-tittarna och producenter ville att serien skulle fortsätta produceras men trots det bestämde TV-bolaget som producerade serien att den skulle läggas ner, till förmån för  såpopera.
Under slutet av 1970-talet gick en tecknad version av Gilligan's Island med titeln The New Adventures of Gilligan, där skådespelarna från originalserien gör rösterna. Under början av 1980-talet gjordes en tecknad science fiction-version av originalserien med titeln Gilligan's Planet. Även där gjorde skådespelarna från originalserien rösterna, utom Tina Louise som inte ville medverka som Ginger. I stället fick Dawn Wells spela både Mary Ann och Ginger i Gilligan's Planet. I säsong 2 av serien Alf (1986-1990) tillägnas ett helt avsnitt åt serien. Titelfiguren Alf älskar Gilligan's Island så mycket att han drömmer att han hamnat på ön med originalskådespelarna.
År 1979 gjordes en film av serien, Rescue from Gilligan's Island, där de strandsatta lyckas ta sig ifrån ön. År 2011 var det tänkt att en ny film baserad på serien, med nya skådespelare, skulle haft premiär men filmen blev aldrig av.

## Signaturmelodin
Signaturen till serien heter The Ballad of Gilligan's Isle, och den skrevs av Sherwood Schwartz och George Wyle. Det skrevs två olika versioner av sången, och båda användes till serien. Den första versionen användes till säsong ett, och den framfördes av sånggruppen The Wellingtons. 
Till den andra versionen av sången har några små förändringar skett. Det är fortfarande samma melodi, men man har ändrat texten och lagt till några textrader. Den andra versionen användes till säsong två och tre, och den framfördes av The Eligibles.

## Rollista (urval)
| Bob Denver      | – Gilligan                                                                     |
| Alan Hale, Jr.  | – Captain Jonas "Skipper" Grumby, kaptenen på SS Minnow                        |
| Jim Backus      | – Thurston Howell III, En Wall-Street miljonär                                 |
| Natalie Schafer | – "Lovey" Wentworth-Howell, Thurstons fru                                      |
| Russell Johnson | – Professor Roy Hinkley                                                        |
| Tina Louise     | – Ginger Grant, en filmstjärna i Hollywood                                     |
| Dawn Wells      | – Mary Ann Summers, en bondtjej från Kansas som vann kryssningen i ett lotteri |